# استان پدرنالس
استان پدرنالس (به لاتین: Pedernales Province) یک استان در جمهوری دومینیکن است.
مساحت این استان ۲٬۰۷۴٫۵۳ کیلومتر مربع و جمعیت آن در سال ۲۰۱۴ میلادی ۵۲٬۱۶۵ نفر می‌باشد.